# 아마추어 무선 비상통신

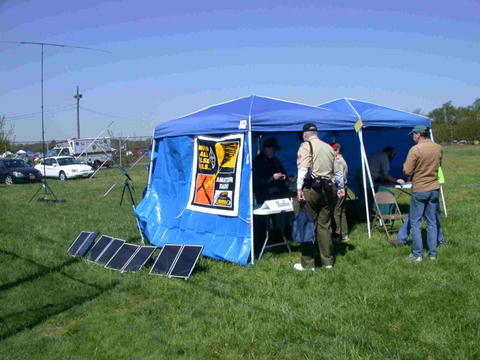
태양 전지를 이용하여 텐트에 설치한 아마추어 무선국의 모습. VHF, UHF, HF 안테나가 뒤에 보인다

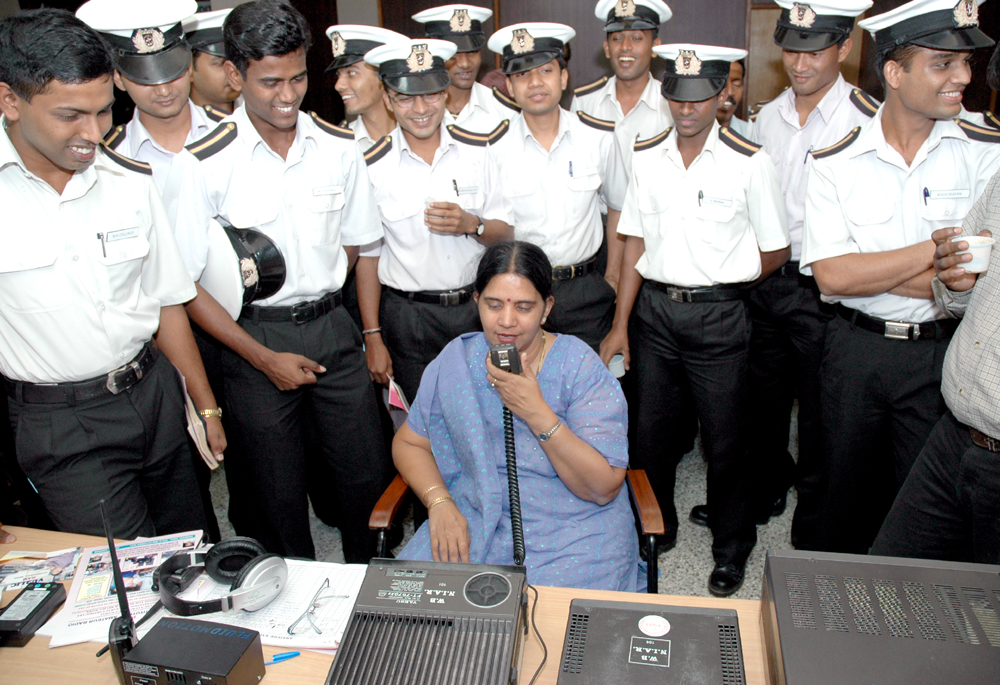
인도의 아마추어 무선사, Bharathi VU4RBI가 지역 학생들에게 아마추어 무선을 시연하고 있다

아마추어 무선 비상통신은 전쟁, 재해 등 평시의 통신수단이 불가능한 비상시에 아마추어 무선을 통해 비상통신을 하는 것을 말한다.
자연 재해나 중대한 비상사태로 인해 일반 유선전화, 휴대폰 등 평시 통신수단이 모두 두절된 경우, 아마추어 무선은 최후적으로 사용할 수 있는 통신 수단이다. 일반적인 상업용 통신수단들과는 달리, 아마추어 무선은 중계기나 기타 다른 시설에 의존하지 않는, 완전히 개별적으로 독립한 무전기 시스템이기 때문에, 그 어떤 통신수단도 모두 단절된 경우에도, 여전히 유효하게 작동한다.
전기가 두절되면, 휴대폰 기지국이나 기타 중계기가 모두 작동을 멈추기 때문에, 고립된 지역에서 외부와 교신할 수 있는 수단이 사라진다. 아마추어 무선은 자동차 배터리, 태양 전지, 충전지, 발전기를 사용하여 완전히 독립된 전원을 사용할 수 있기 때문에, 모든 전기가 끊어진 지역에서도 유효하게 전 세계 교신이 가능하다. 아마추어 무선에서는 가까운 지역의 교신을 로컬 교신, 전 세계 교신을 DX 교신이라고 부른다.
최근의 아마추어 무선 비상통신의 사례로는, 2001년 9·11 테러, 2005년 허리케인 카트리나, 2010년 아이티 지진 등이 있다. 모든 평상시 통신수단이 단절된 경우, 오직 유일하게 작동하는 통신수단이 바로 아마추어 무선이다.

## 단체
미국에는 ARES, RACES가 있고, 영국에는 RAYNET이 있으며, 뉴질랜드는 AREC을 구축해 놓고서 비상사태에 대비하고 있다.

### 국제
국제아마추어무선연맹(IARU)은 GAREC을 구성해 세계적 대재난시의 비상통신을 대비하고 있다.

### 호주
호주는 WICEN(와이센, Wireless Institute Civil Emergency Network)을 구축했다.

### 캐나다
캐나다는 캐나다아마추어무선연맹이 주도하여, 미국과 함께 ARES를 구축했다.

### 네덜란드
네덜란드는 DARES(Dutch Amateur Radio Emergency Service)를 2003년에 구축했다. 2005년부터 GAREC 대표로 황동중이다.

### 뉴질랜드
뉴질랜드는 뉴질랜드아마추어무선연맹의 주도하에 AREC을 구성했다.

## 같이 보기
- RACES - 미국의 아마추어 무선 비상통신망
- ARES - 미국, 캐나다의 아마추어 무선 비상통신망
- RAYNET - 영국의 아마추어 무선 비상통신망
- AREC - 뉴질랜드의 아마추어 무선 비상통신망